# Софія Адлерспаре
Софія Адольфіна Адлерспаре (швед. Sophie Adlersparre; 6 березня 1808 року — 23 березня 1862 року) — шведська художниця.

## Біографія
Софія Адольфіна Адлерспаре народилася 6 березня 1808 року в шведській комуні Мербюлонга. Батько — лютеранський дворянин, Аксель Адлерспарре (1763—1838), губернатор острова Еланд, мати — Кароліна фон Арбін. 
Інтерес до образотворчого мистецтва виявила з дитинства. Спочатку дівчинка навчалася живопису в художника К. Ф. Педерсена, що потрапив на острів Еланд після корабельної аварії. У 1830 році сім'я переїхала в Стокгольм. Софія отримала художню освіту в художників Карла Густава Кварнстрема (1810—1867), Йохана Густава Сандберга і Олафа Йохана Седермарка (1790—1848). Дебютувала як художниця в 1836 році, коли наслідна принцеса, Жозефіна Лейхтенберзька, майбутня Королева Швеції, замовила їй свій портрет.
Для вивчення мистецтва живопису Адлерспаре здійснила кілька поїздок в Німеччину, Італію і Францію. В 1839-1840-х роках вона вчилася в Парижі у Леона Коньє, познайомилася з художниками Карлом Вальбомом і Пером Вікенбергом. Після повернення до Швеції відкрила школу малювання, де серед її учнів була шведська художниця Амалія Ліндегрен.

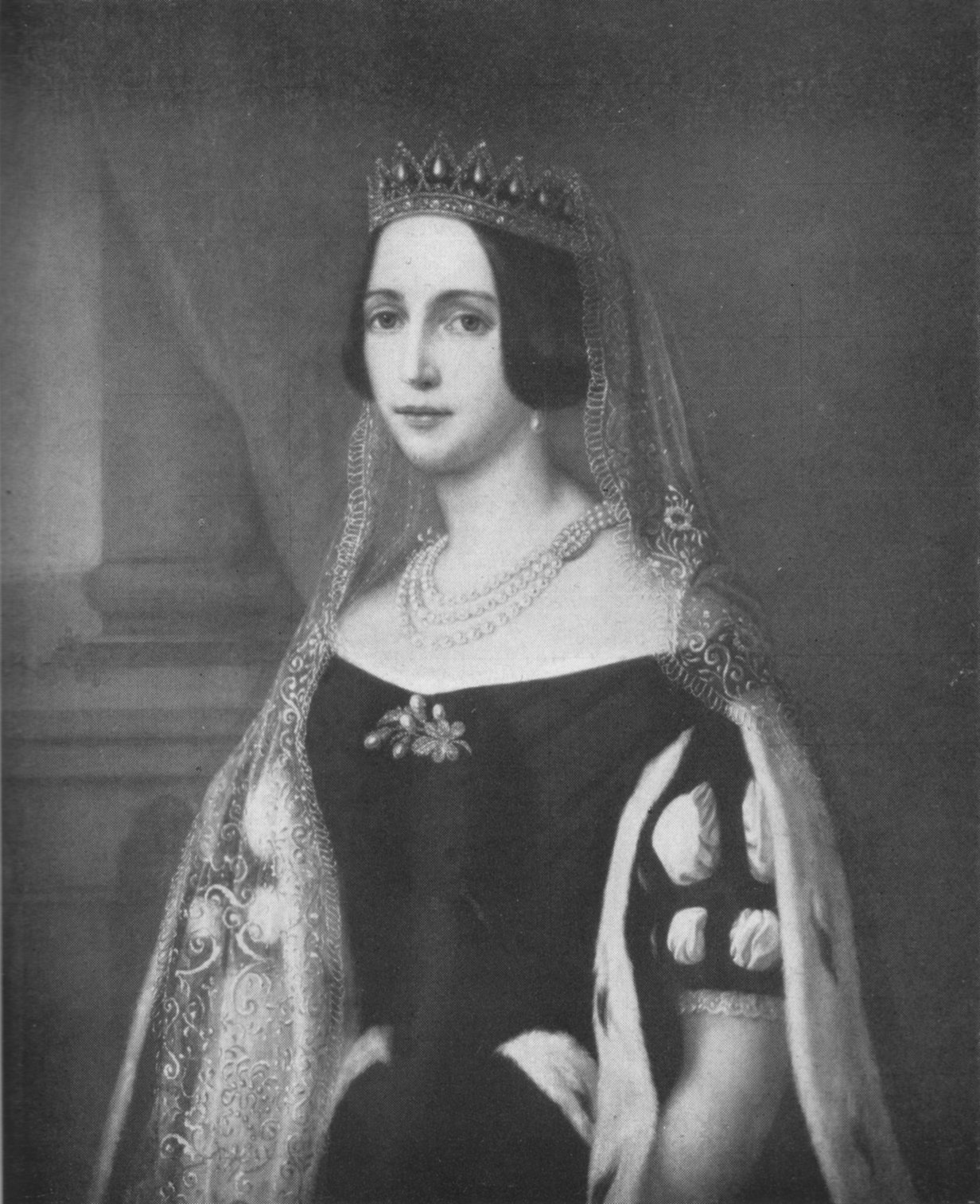
Королева Жозефіна, Софія Адлерспаре

У 1845 році королева Швеції оплатила Софії подальше навчання в Парижі; в 1845—1846 роках вона вчилася в Дрездені у німецьких художників Юхана Крістіана Клаусена Даля і Каспара Давида Фрідріха, копіювала картини старих майстрів. У 1851—1855 роках жила і навчалася в містах Мюнхен, Болонья, Флоренція і Рим. В Римі вона була членкинею шведської і німецької колонії художників, брала участь в русі Назарійців, яким керував художник Фрідріх Овербек. У Римі Софія Адлерспаре перейшла в католицтво (була вихідцем з лютеранської сім'ї), написала портрет папи Пія IX. В її роботах цих років відчувався вплив романтизму і живопису художника Рафаеля. Адлерспарре копіювала картини відомих живописців, включаючи картини художника Чиголи (Лодовіко Карді) «Се людина» і Маркантоніо Франческіні «Смерть Йосипа». У 1855 році Адлерспаре побувала у Швеції, де її роботи були виставлені в Королівському Палаці.
У 1862 році Адлерспаре повернулася на постійне проживання в Швеції. У Швеції їй була призначена пенсія від Litteratörernas och Artisternas pensionsförening. Незабаром після отримання першого платежу художниця померла.
У 1864 її свекруха, піонерка шведського фемінізму Софі Адлерспаре надіслала петицію до парламенту Швеції з вимогою надати жінкам право навчатися в Королівській академії вільних мистецтв нарівні з чоловіками. На той момент жінки могли вивчати там лише спеціальні дисципліни, і, попри те, що Софія Адлеспаре була успішною художницею, її не приймали до академії. Петиція призвела до дебатів у парламенті і, нарешті, до реформи 1864 року, яка дозволила жінкам навчатися в Академії нарівні з чоловіками.
В даний час картини Софії Адольфіни Адлерспаре зберігаються в Міському музеї Стокгольма, Національному музеї Швеції («Принцеса Жозефіна», 1841; «Портрет Першого Оскара», 1846; «Аксель фон Арбін і Генрієта», 1858 та ін.), в Замку Крагехольм і в приватних колекціях. Ряд портретів членів королівської сім'ї, портрет Пія IX знаходяться в королівських колекціях.

## Галерея

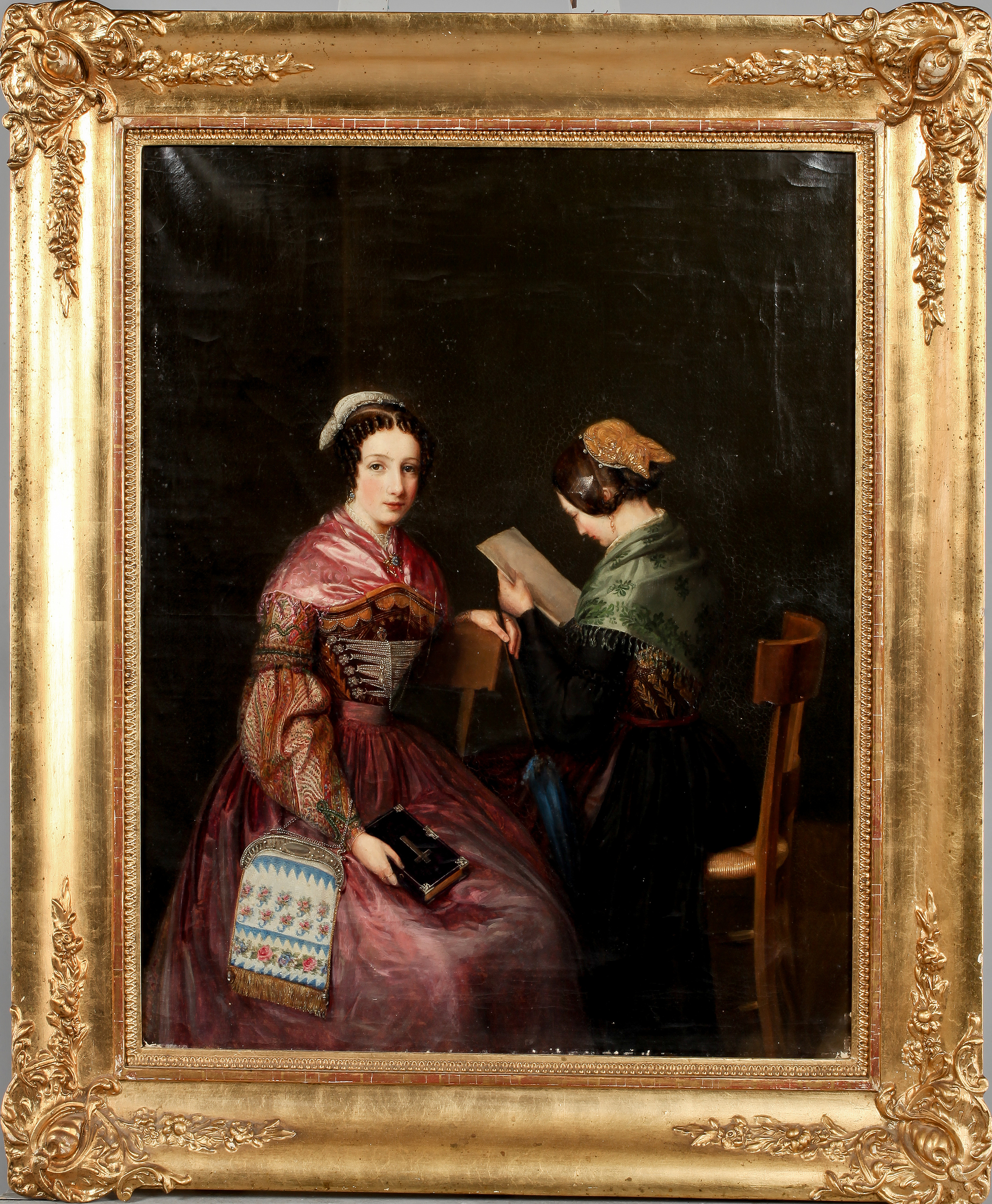
Софія Адлерспаре. Подвійний портрет
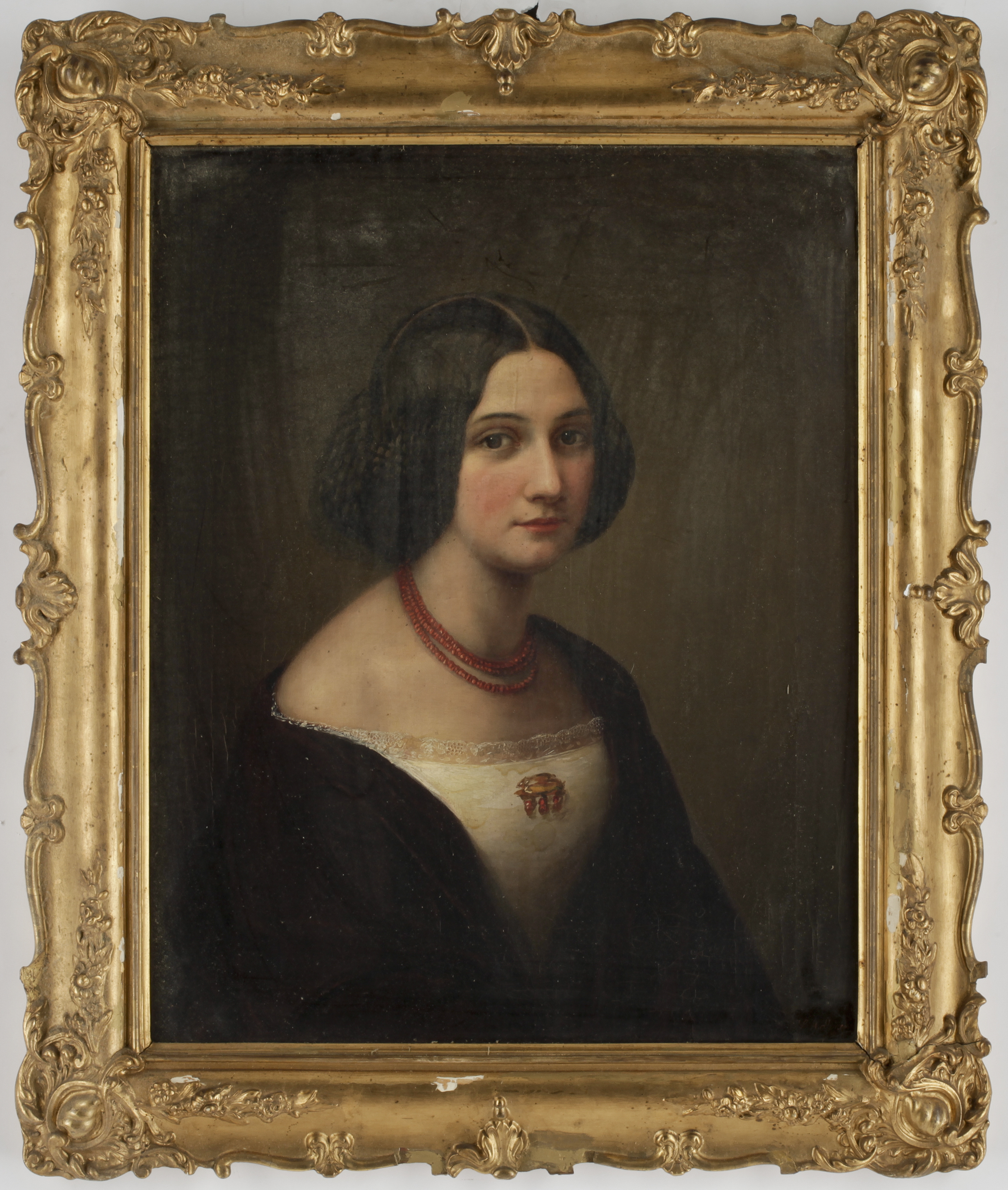
Портрет жінки
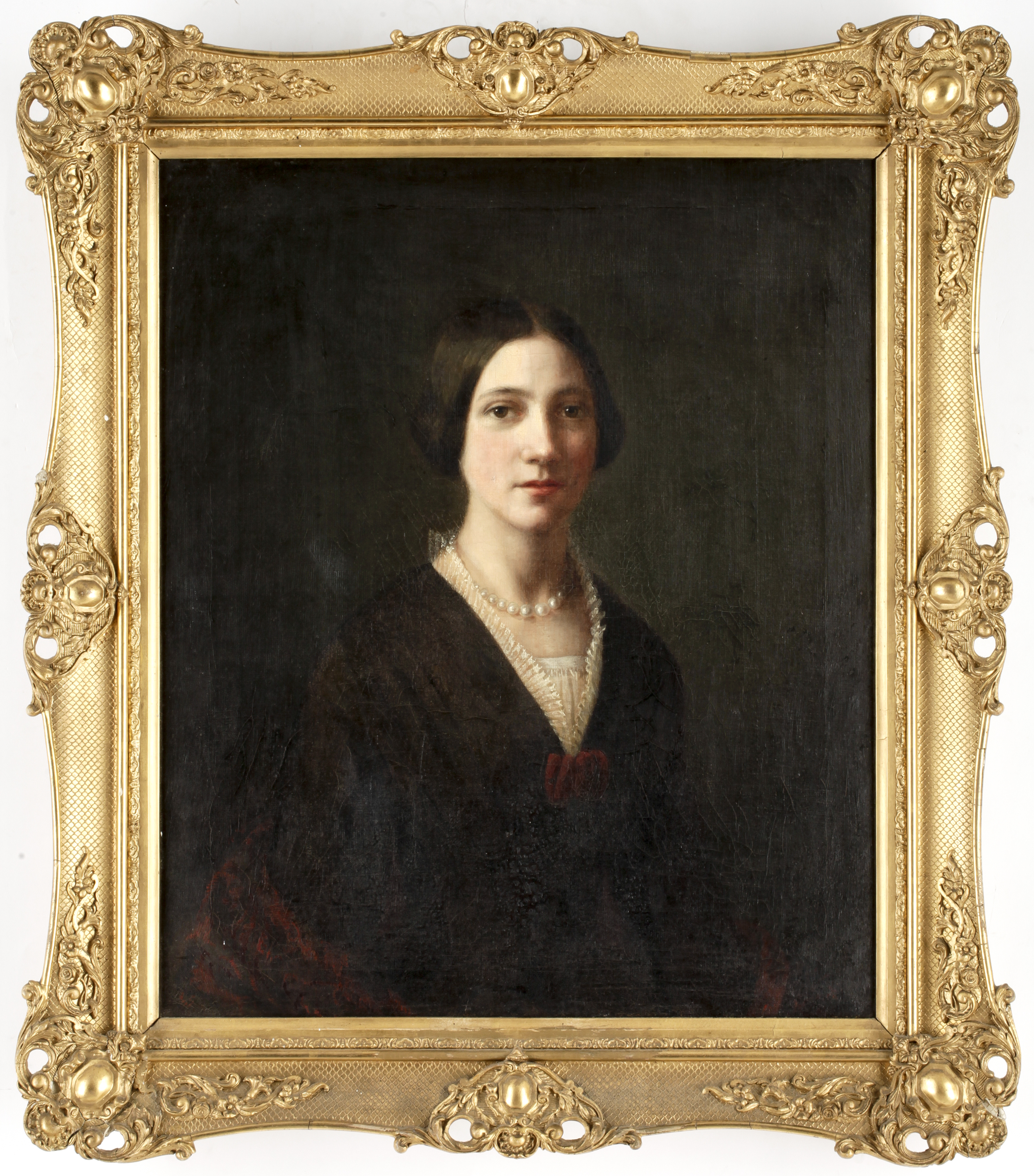
Портрет жінки
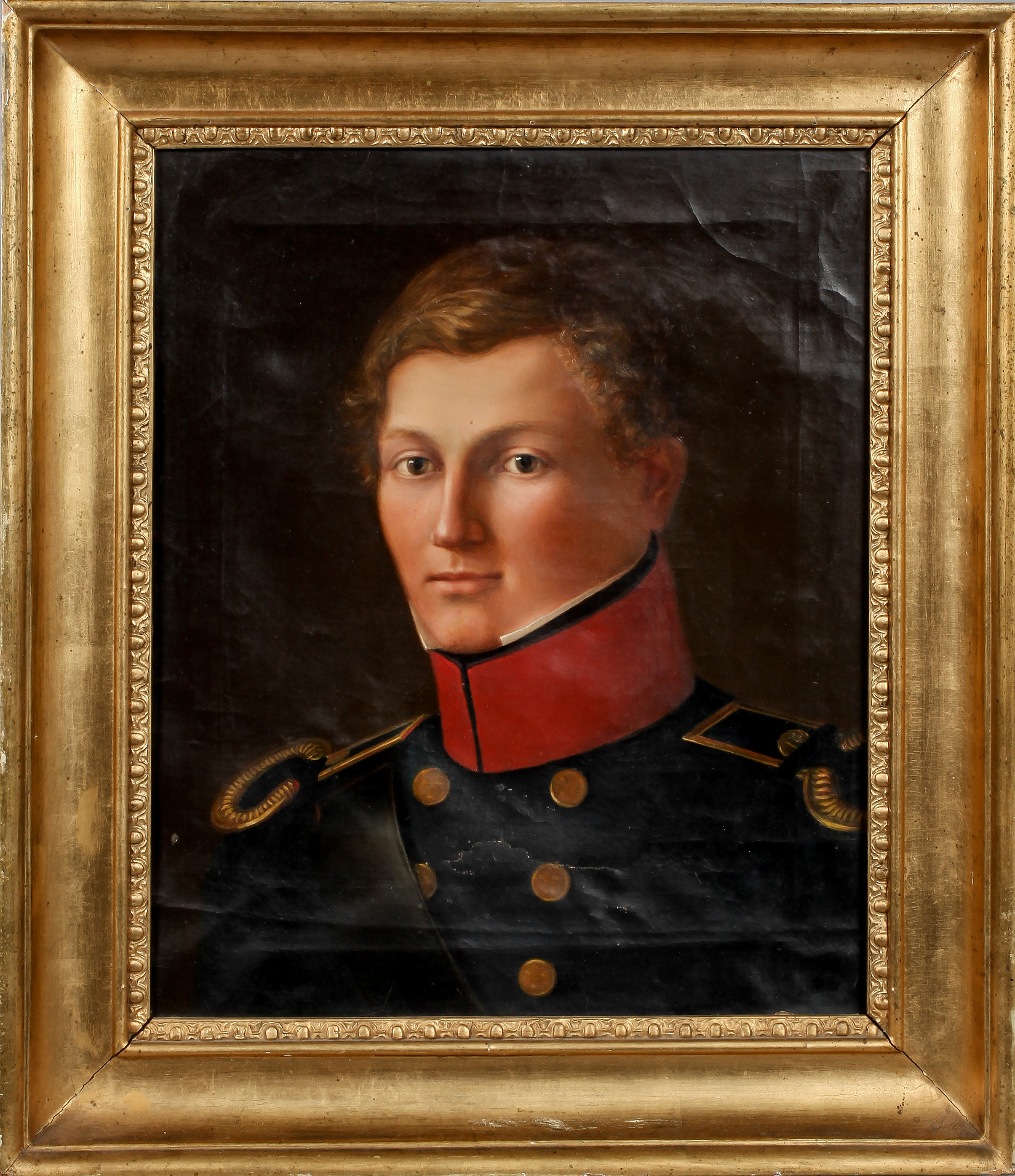
Портрет чоловіка
Генрієтта Фредеріка фон Арбін (1852-1880) і Аксель Отто Фредрік фон Арбін (1853-1906)
Жозефіна (1807-1876), принцеса Лейхтенберг, королева Швеції